# Les Cresnays
Les Cresnays – miejscowość i gmina we Francji, w regionie Normandia, w departamencie Manche.
Według danych na rok 1990 gminę zamieszkiwało 287 osób, a gęstość zaludnienia wynosiła 29 osób/km² (wśród 1815 gmin Dolnej Normandii Les Cresnays plasuje się na 607. miejscu pod względem liczby ludności, natomiast pod względem powierzchni na miejscu 514.).